# Apsilops hirtifrons
Apsilops hirtifrons är en stekelart som först beskrevs av William Harris Ashmead 1890.  Apsilops hirtifrons ingår i släktet Apsilops och familjen brokparasitsteklar. Inga underarter finns listade.